# Palāt Maḩalleh
Palāt Maḩalleh (persiska: Palāţ Kaleh, پلات محله) är en ort i Iran.   Den ligger i provinsen Gilan, i den norra delen av landet, 200 km nordväst om huvudstaden Teheran. Antalet invånare är 343.
Terrängen runt Palāt Maḩalleh är huvudsakligen platt, men åt sydväst är den kuperad. Runt Palāt Maḩalleh är det ganska tätbefolkat, med 134 invånare per kvadratkilometer. Närmaste större samhälle är Langarud, 4,3 km sydväst om Palāt Maḩalleh. Trakten runt Palāt Maḩalleh består till största delen av jordbruksmark.